# Óscar Iván Zuluaga
Óscar Iván Zuluaga Escobar (Pensilvania, 3 febbraio 1959) è un economista e politico colombiano, ministro delle Finanze nel secondo periodo del governo di Álvaro Uribe Vélez (2006-2010) fino al 7 agosto 2010, è stato anche consigliere comunale (1988-1990) e sindaco (1990-1992) della sua città, Pensilvania, e senatore della Repubblica nel periodo 2002-2006. Come senatore fu cofondatore del Partito de la U.
Nel 2014 si è candidato alla Presidenza della Repubblica di Colombia per il Partito del Centro Democratico, vincendo al primo turno, ma perdendo contro Juan Manuel Santos al secondo turno.
Zuluaga, è stato ufficialmente accusato di corruzione nel giugno 2023 dalla giustizia colombiana per aver ricevuto 1,6 milioni di dollari dalla multinazionale Odebrecht durante la sua campagna presidenziale del 2014.

## Biografia
Óscar Ivan Zuluaga è nato a Pensilvania, dipartimento di Caldas, secondo di quattro figli. Suo padre, Ovidio Zuluaga, era cameriere alla Rioja, a Vereda a Caldas. Era un uomo di poche risorse fino al matrimonio con Carina, figlia di Juan B. Escobar, commerciante e proprietario di un negozio in Calle Real de Pensilvania, in cui iniziò a lavorare. Ovidio divenne quindi un commerciante di caffè di successo e in seguito un importatore di whisky, spezie indiane e paraffina. Dopo sei anni con la famiglia, si trasferisce a Bogotá. Nella capitale, il padre Ovidio avvia un'attività di importazione mentre Carina si dedica all'educazione dei figli..
Óscar Ivan Zuluaga si è laureato al Liceo de Cervantes di Bogotá, poi come economista, con lode alla Pontificia Università Javeriana di Bogotá. Nel 1983, ha vinto il concorso nazionale di tesi universitarie organizzato dall'Associazione Nazionale degli Istituti Finanziari (ANIF), per il suo articolo “Portafolio de Inversión de Acciones”. Ha poi conseguito un Master in finanza pubblica presso l'Università di Exeter, in Inghilterra, fino al 1984.
Dopo aver completato gli studi, Óscar Iván Zuluaga ha iniziato una carriera imprenditoriale nell'azienda di famiglia Acerías de Colombia (ACESCO).

## Carriera politica
Sostenitore delle idee di Álvaro Gómez Hurtado, Óscar Iván Zuluaga sostenne la sua campagna presidenziale nel 1974 .

### Consigliere e Alcalde di Pensilvania
Il nonno di Óscar Iván Zuluaga, il ricco mercante Juan B. Escobar, fu uno degli uomini più influenti del dipartimento di Caldas e come tale finanziò i leader politici locali, in particolare il deputato conservatore Alfonso Hoyos Giraldo. Alla morte di quest'ultimo, suo figlio, Luis Alfonso Hoyos assunse la guida del partito da lui creato, il Movimiento Cívico por Pensilvania, e invitò Óscar Ivan Zuluaga a far parte del Consiglio comunale della Pensilvania nel 1988. Suo cugino, Jaime Alonso Zuluaga, divenne sindaco della città. Luis Alfonso Hoyos sarà poi implicato per i suoi rapporti con i paramilitari locali che esercitano pressioni sulla popolazione per costringerla a votare per i suoi candidati.
Dopo due anni nel consiglio comunale, Óscar Iván Zuluaga è stato eletto sindaco del comune per il periodo 1990-1992. Come sindaco, ha imposto un’assicurazione dentistica per tutti i bambini del comune, ha fornito loro kit scolastici e ha elettrificato diversi villaggi. Approfittando dei suoi rapporti d'affari, ha tenuto un forum di investitori in Pensilvania da cui sono emersi un laboratorio di scarpe e un laboratorio di abbigliamento.
Alla fine del suo mandato di sindaco nel 1992, divenne presidente dell'acciaieria ACESCO SA, una delle più grandi del paese, e si allontanò temporaneamente dalla vita politica.

### Senatore
Nel 2001, Luis Alfonso Hoyos si dimise da senatore quando si candidò a governatore di Caldas e iniziò a cercare un nuovo leader per rappresentare il suo movimento nelle elezioni legislative colombiane del 2002 e scelse Zuluaga. Nel 2001 Zuluaga lasciò la presidenza dell'ACESCO per condurre la sua campagna senatoriale e il suo movimento divenne uno dei principali promotori della candidatura di Álvaro Uribe alla presidenza della Colombia.

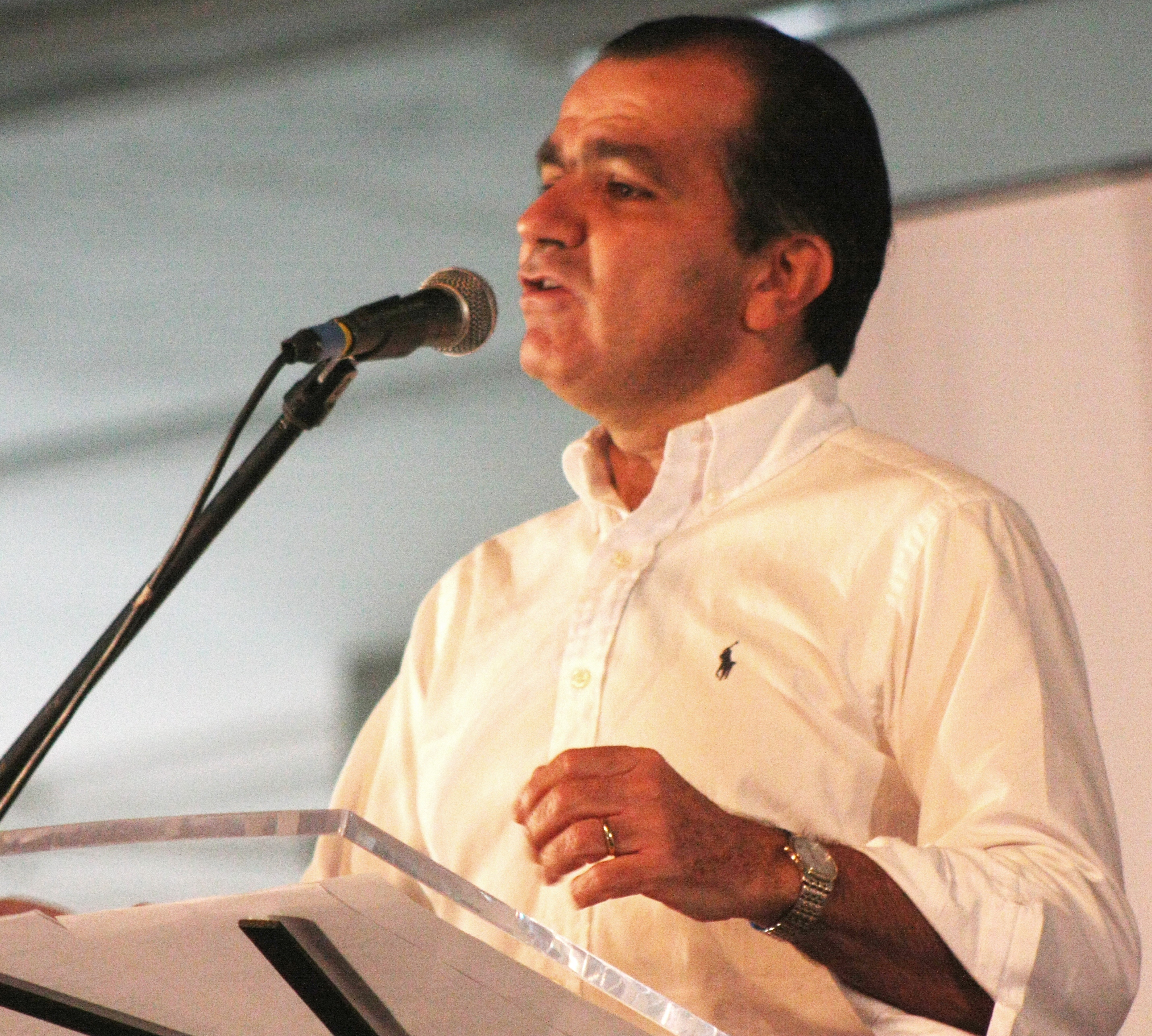
Óscar Iván Zuluaga ad una conferenza stampa nel 2011

Già al Senato, Zuluaga è uno dei promotori delle riforme pensionistiche e del lavoro presentate dal ministro degli Affari sociali Juan Luis Londoño. Allo stesso modo, ha depositato la legge che regola la carriera amministrativa ed è stato autore e promotore dell'atto legislativo che ha permesso la rielezione presidenziale in Colombia. È stato quindi nominato dal Congresso colombiano come uno dei suoi rappresentanti per discutere i termini dell'accordo sulla zona di libero scambio delle Americhe (ALS) e dell'accordo di libero scambio con gli Stati Uniti (TLC). Quindi, è responsabile della guida della Missione per la riduzione della povertà e delle disuguaglianze.
Zuluaga ha lavorato in due occasioni per formare un partito uribista indipendente. Il primo (un fallimento) fu il Nuevo Partido, nel 2003. Dopo si è unito al Partido de la U che ha sostenuto la rielezione di Uribe per il periodo 2006-2010.

## Vita privata
Si è sposato con l'amministratrice Martha Ligia Martínez, di origine antioquiana, il 10 ottobre 1987 a Barranquilla. Si sono incontrati in occasione di un incontro nazionale dell'AIESEC presso l'Universidad del Norte a Barranquilla. Hanno tre figli: David, Juliana ed Esteban.